# Olios ruwenzoricus
Olios ruwenzoricus là một loài nhện trong họ Sparassidae.
Loài này thuộc chi Olios. Olios ruwenzoricus được Embrik Strand miêu tả năm 1913.